# 梁小冰
梁小冰（Sabrina Leung Siu-bing，1969年12月29日—），香港女歌手、女演員及女模特兒。梁小冰於1990年參加無綫電視香港小姐競選，並獲得季軍，隨後簽約成為無綫合約藝員。她同時為九十年代無綫電視當家花旦，為前香港電視網絡旗下藝員。她跟鄺文珣、郭可盈、郭藹明以及林其欣為圈中閨蜜。其丈夫為香港男藝人陳嘉輝。

## 生平

### 廣告
1988年，仍於天主教母佑會蕭明中學就讀的梁小冰，開始為夏士蓮潤膚露及港式快餐大家樂拍攝廣告，直至畢業。
1990年，於香港小姐競選獲得季軍後，與冠軍袁詠儀及亞軍翁杏蘭一同為富士菲林拍攝廣告，三人知名度逐漸提升。
1998年，約滿無綫電視的梁小冰重新為廣告商拍攝不同類型的廣告，大部分廣告均於中國大陸拍攝及播放。
2009年8月9日，與丈夫陳嘉輝於西貢拍攝林淦生淨斑靈10分鐘的廣告，隨後廣告於無綫電視播映。

### 電視
1990年8月，當時20歲的梁小冰參加無綫電視舉辦的1990年度香港小姐競選，獲得該年度的季軍。隨後梁小冰代表香港參與1990世界環球小姐。另外，同年簽約成為無線合約藝員，並客串處境喜劇《同居三人組》。
1991年9月，她擔任資訊節目《K-100》半年主持。同年11月，她主演電視電影《共飲長江水》，劇中飾演反叛而喜愛跳舞的小如。
1992年，她於《血璽金刀》擔任劇集的女主角，飾演楊憑虎之女楊千千，以及同年9月主演電視電影《疾風柔情》，飾演衣著及行為大膽的酒家女Vivian，逐漸於劇集中嶄露頭角。其後主演劇集《風之刀》、《孤星劍》及《武尊少林》。
1994年，她於《天子屠龍》分飾淘氣的冰月公主和溫柔的水月兩角，以及《尋龍劍俠賴布衣》土裡土氣的丫頭方青梅，令觀眾留下深刻印象。
1997年，與陳小春及馬浚偉等演員拍攝劇集《鹿鼎記》，並於1998年首播。其劇中飾演任格剛烈、驕傲任性的阿珂，以及高貴艷麗、烈性哀婉的陳圓圓，獲得觀眾一致好評。此為其於無綫電視的最後一部劇集，其後因約滿離開無綫，轉往台灣及內地發展。梁小冰亦言於無綫拍戲期間，需節省往來電視城的交通費、經常於棚內休息室過夜，以及經常於古裝劇集佩戴頭套關係，頭髮因而脫落，身體亦變得廋弱，離開無綫能替自己減少壓力和休息。
1999年，於中國深圳拍攝劇集《食神》，因此劇於亞洲電視播放，成為於亞洲電視首次演出的劇集。
2000年3月，與陳嘉輝、羅志祥等演員主演的劇集《新梁山伯祝英台》於中國電視公司首播，其飾演女扮男裝而反斗精靈的祝英台，而於大結局一幕則於梁山伯之墳墓前以淚洗面，淒慘不已，令觀眾扣緊心弦，同年簽約成為亞視一年的合約藝員。
2003年2月，於亞洲電視史詩劇集《萬家燈火》中，飾演四海為家的獨立女性攝影師吳淑芳。
2003年5月，因香港爆發沙士疫潮，與黃日華、周海媚等演員參演電視電影《亞洲英雄》，以帶出時代訊息，其後該電視電影於有線電視播映。
2005年7月2日，內地劇集《幻影神針》於亞洲電視首播，其於劇中飾演天賦異稟的佟馥兒。
2005年7月16日，為亞洲電視舉辦的《2005亞洲先生競選》擔任評判及其「亞洲猛男大獎」的頒獎嘉賓。
2010年8月21日，與丈夫陳嘉輝、戚黛黛及袁文傑於亞洲電視《亞洲小天使才藝大賽》擔任司儀。
2010年10月，與葉翠翠、何傲兒、張嘉兒及高海寧出席由曾志偉主持的《名人廚房》錄影。
2012年，加盟城市電訊旗下香港媒體製作，代表作為《導火新聞線》、《驚異世紀》，並於2015年播映。其中《導火新聞線》迴響甚大，準備於2015年11月拍攝電影版，可惜梁小冰未能抽空參演。
2023年，梁小冰時隔25年重返無綫電視客串電視劇《逆天奇案2》，並再與丈夫陳嘉輝合作演出。

### 電影
1997年11月，首次參演電影《熱血最強》，由曾志偉、李子雄及楊采妮等演員主演，其後主要於中國大陸拍攝電影。
2005年，首次主演福音電影《向生命致敬劇場：天國戀曲》，並於越南及柬埔寨進行拍攝。該電影於2006年1月24日舉行首映禮。
2006年，於電影《大丈夫2》擔任客串角色。
2010年，於電影《綫人》擔任客串角色。
2011年，於中國大陸拍攝電影《水浒人物谱之金枪手徐宁》。

### 音樂
1994年，梁小冰於各歌手的音樂錄影帶中參與演出，包括李克勤、陳慧嫻及許志安。
1998年1月，因約滿無綫電視，簽約誠信娛樂發展有限公司，並推出合輯《愛在今天EP》。
2000年3月，為中視劇集《新梁山伯祝英台》演唱主題曲《快樂人兒》，並收錄於《少年梁祝千禧大全集》合輯內。
2002年，為亞視劇集《女俠丁叮噹》演唱主題曲《百變顯神通》，隨後收錄於《勢在亞洲．超人氣電視劇主題曲巡禮》合輯內。其後主唱基督教之歌曲，沒有收錄於任何專輯內。

### 舞台劇
2010年12月，梁小冰首次參演舞台劇《女活祭》，並於葵青劇院上映5場。
2011年5月8日，憑《女活祭》於《第三屆香港小劇場獎》獲頒「優秀女演員獎」，梁小冰亦言首次演出舞台劇作品便獲獎感到非常意外，頒獎嘉賓鮑起靜亦覺得梁小冰有運氣，因鮑起靜自己曾演出兩部舞台劇，但一次提名都未得到過。

### 結婚生子及婚後生活
1992年，梁小冰拍攝無綫電視劇集《兄兄我我》時，與同劇演員陳嘉輝互生好感，繼而開始發展戀情。
2000年，兩人正式結婚，結束長達八年的愛情長跑。適逢劇集《新梁山伯祝英台》於台灣中視首播，兩人首先於2月29日在台灣舉辦一場古式婚禮，以便替該劇造勢及讓台灣影迷先行替其祝福。3月4日，兩人亦於香港教堂舉行婚禮。翌年4月，兩夫婦到美國夏威夷補行度蜜月。
2006年12月，梁小冰開始懷孕，預產期為2007年4月，當時其叫其醫生暫不把胎兒性別告知，待出世一刻才揭曉。另外，兩夫婦於同年聖誕節平安夜出席圈中好友鄺文珣之婚禮。
丈夫陳嘉輝為梁小冰拍攝懷孕照片時，誕下男嬰，母子平安，貴為父親和母親的陳嘉輝及梁小冰亦言希望兒子能健康、快樂地成長。

## 其他

### 個人評價
梁小冰從首次擔任主角的劇集《血璽金刀》至今，其所出演的角色均大受觀眾喜歡及讚賞，其中以古裝劇佔多。由於古裝扮相十分嬌俏迷人，數有「古典美人」之稱。梁小冰近年積極發展國內市場，2005年被國內傳媒評為擁有「優雅古典浪漫氣質」的香港小姐，外號「蝴蝶美人」。早前台灣地區接連播映幾部由梁小冰主演的香港劇集，同時於網路上掀起了一陣「小冰旋風」，討論其演技與美貌，並有影迷為其於網路上設立粉絲網頁。

## 影視作品

### 電視劇

#### 香港電視網絡
| 年份   | 劇名           | 角色                                                                                                | 合作演員                                         |
| 2015年 | 《導火新聞線》 | 汪海藍（Alma、皇呀媽）                                                                              | 周家怡、楊淇、王宗堯、石修、姜文杰、郭峰、駱應鈞 |
| 2015年 | 《驚異世紀》   | 周小娟／麥麗芳／李愛媚Amy）／馮欣嘉／Winnie／楊詠心（Sammi）／吳秀美／Master Annie／湯嘉莉（Kelly） | 林嘉華、唐寧、周俊偉、駱應鈞、郭峰               |

#### 無綫電視
| 年份   | 劇名                     | 角色            | 合作演員 |
| 1990年 | 同居三人組               | Popeye          | 李克勤、郭晉安、郭政鴻、趙學而、黎姿 |
| 1992年 | 血璽金刀                 | 楊千千          | 鄭伊健、張衛健、劉錫明、何嘉麗、劉美娟 |
| 1992年 | 闔府搶錢                 | 洪水欣          | 夏雨、許志安、王書麒、白茵、李龍基 |
| 1992年 | 風之刀                   | 姚子平          | 郭富城、林文龍、蔡少芬、袁潔瑩、梁家仁 |
| 1992年 | 兄兄我我                 | 尤如絲          | 廖偉雄、王書麒、陳嘉輝、陳國邦、朱慧珊 |
| 1993年 | 武尊少林                 | 楚夢色／ 詠梅   | 溫兆倫、張兆輝、郭藹明、黎姿、羅樂林 |
| 1993年 | 不可思議星期二之問米追魂 |                 | 蘇永康 |
| 1994年 | 孤星劍                   | 千色            | 鄭伊健、魏駿傑、馮曉文、何婉盈、江漢 |
| 1994年 | 清宮氣數錄               | 慈禧太后        | 何寶生、王書麒、陳松伶、何婉盈、羅樂林 |
| 1994年 | 新父子時代               | 葉芳            | 莫少聰、黃日華、張國強、郭少芸、麥皓為 |
| 1994年 | 天子屠龍                 | 冰月公主／ 水月 | 張智霖、林嘉華、郭政鴻、林家棟、林映輝 |
| 1994年 | 尋龍劍俠賴布衣           | 方青梅          | 譚耀文、何寶生、李美鳳、林其欣、李龍基 |
| 1995年 | 南拳北腿                 | 宋綺文          | 樊少皇、麥長青、李賽鳳、郭政鴻、陳鴻烈 |
| 1995年 | 包青天之夫證妻兇         | 柳月娥          | 黃日華、張國強、李國麟、林佩君 |
| 1995年 | 娛樂插班生               | 廖恭蕙          | 廖偉雄、林家棟、黎耀祥、江欣燕、梅小惠 |
| 1996年 | 孽吻                     | 蔣莉            | 羅嘉良、陶大宇、郭藹明、王偉、黃愷欣 |
| 1996年 | 新上海灘                 | 江子君          | 鄭少秋、鄭裕玲、陳錦鴻、陳松伶、林家棟 |
| 1997年 | 濟公                     | 紀柔／ 玉女     | 梁榮忠、何寶生、陳采嵐、李龍基、盧宛茵 |
| 1997年 | 大刺客之大唐聶隱娘       | 莺 莺／ 聶隱娘  | 譚耀文、黃一飛、惠英紅、郭耀明、朱鐵和 |
| 1997年 | 圓月彎刀                 | 青青            | 古天樂、張兆輝、溫碧霞、王偉、朱健鈞 |
| 1998年 | 聊齋（貳）之綠野飛仙     | 鳥仙阿英        | 呂頌賢、鄺文珣、江欣燕、郭政鴻、邱萬城 |
| 1998年 | 聊齋（貳）之花醉紅塵     | 辛十四娘        | 譚耀文、吳美珩、李家聲 |
| 1998年 | 鹿鼎記                   | 阿珂／ 陳圓圓   | 陳小春、馬浚偉、陳采嵐、徐濠縈、劉玉翠 |
| 2024年 | 逆天奇案2                | 侯淑娟          | 陳展鵬、林夏薇、方力申、黃智賢、蔣祖曼、張頴康、劉佩玥、馮盈盈、高鈞賢、李國麟、海俊傑、董敬文、容天佑、趙璧渝、林子超、朱滙林、張子丰、關嘉敏、李啟傑、麥玲玲、李龍基 |

#### 亞洲電視
| 年份   | 劇名       | 角色   | 合作演員                               |
| 2002年 | 女俠丁叮噹 | 丁噹   | 尹天照、梁家仁、張錦程、江美儀、商天娥 |
| 2003年 | 萬家燈火   | 吳淑芳 | 潘志文、馮寶寶、胡美儀、盧慶輝、萬綺雯 |

#### 中國大陸
| 年份   | 劇名       | 角色     | 合作演員                               |
| 1999年 | 食神       | 蓮香     | 鄭則士、徐錦江、陳國邦、林心如、商天娥 |
| 1999年 | 袁崇煥傳   | 素香     | 莫少聰、徐錦江、郭浩明、馮婉喬、李香琴 |
| 2001年 | 殘劍震江湖 | 鳳陽公主 | 夏雨、張鐵林、任泉、喬振宇、徐璐       |
| 2005年 | 幻影神針   | 佟馥兒   | 于波、溫碧霞、李珊珊、連凱、楊俊毅     |
| 2015年 | 妻妾成群   | 陆晚霞   | 石修                                   |

#### 台灣
| 年份   | 劇名           | 角色   | 合作演員                               |
| 2000年 | 新梁山伯祝英台 | 祝英台 | 陳嘉輝、羅志祥、吳孟達、歐漢聲、江祖平 |

### 電影
以香港當地原始片名為主：
| 年份   | 片名                     | 角色                   | 合作演員                                 |
| 1997年 | 熱血最強                 |                        | 曾志偉、李子雄、蘇志威、古巨基、楊采妮   |
| 2000年 | 龍鳳鬥智蟠龍坊           | 關關                   | 劉愷威、孔斐、虞夢                       |
| 2003年 | 小偷捉賊記               | 劉燕                   | 成奎安、高飛、含笑                       |
| 2006年 | 向生命致敬劇場：天國戀曲 | 張日新                 |                                          |
| 2006年 | 大丈夫2                  | 黃太                   | 曾志偉、陳小春、張達明、關寶慧、江欣燕   |
| 2010年 | 綫人                     | 社工                   | 謝霆鋒、張家輝、廖啟智、郭政鴻、鍾舒漫   |
| 2012年 | 2012我愛HK 喜上加囍      | 郭美美同學             | 曾志偉、毛舜筠、黃宗澤、何韻詩           |
| 2016年 | 導火新聞線               | 汪海藍（Alma、皇呀媽） | 周家怡、楊淇、王宗堯、石修、郭峰、陳穎妍 |

### 電視電影

#### 香港
| 年份   | 片名                       | 角色              | 合作演員                               | 備註                                                                            |
| 1991年 | 共飲長江水                 | 小如              | 羅家英、李司棋                         | 於無綫電視播映                                                                  |
| 1991年 | 疾風柔情                   | Vivian            | 劉錫明                                 | 於無綫電視播映                                                                  |
| 1992年 | 羣星會                     | 梁小冰 （姚子平） | 溫兆倫、張衛健、黃德斌、夏雨、何婉盈   | 於無綫電視播映                                                                  |
| 1993年 | 致命一擊                   |                   | 尹揚明、劉美娟、戴誌衛                 | 於無綫電視播映                                                                  |
| 1995年 | 劉德華香港情未了之亡命特警 | 林Sir之妻         | 劉德華、成奎安、河國榮、謝天華         | 於無綫電視播映                                                                  |
| 2003年 | 亞洲英雄                   | 楊海汶 阿V        | 黃日華、周海媚、陶大宇、李子雄、陳嘉輝 | 兩大女主角之一 為沙士疫潮拍攝，於有線電視播映，2013年沙士十周年時在創世電視重播 |

#### 中國大陸
| 年份   | 片名       | 角色     | 合作演員     | 備註                                         |
| 2004年 | 賣油郎     | 王美兒   | 陳嘉輝       | 又名《三言兩拍之賣油郎》及《贖妓》           |
| 2004年 | 花燭錯     | 高秋芳   | 陳錦鴻、李晨 | 又名《三言兩拍之花燭錯》及《娶錯老公嫁對郎》 |
| 2005年 | 玉堂春     | 蘇三     | 陳錦鴻       | 又名《三言兩拍之玉堂春》                     |
| 2012年 | 金枪手徐宁 | 徐宁娘子 | 何中华       | 又名《水浒人物谱之金枪手徐宁》               |

### 廣播劇
| 年份   | 劇名     | 角色   | 合作演員 | 備註           |
| 1998年 | 笑傲江湖 | 岳靈珊 | 陳嘉輝   | 於香港電台廣播 |
| 2000年 | 仙境奇緣 |        |          | 於有線電視廣播 |
| 2001年 | 穿山甲人 | 張鳳鳴 | 張柏芝   | 於香港電台廣播 |

### 舞台劇
| 年份   | 劇名                     | 角色 | 合作演員                                       | 備註             |
| 2010年 | 女活祭                   |      | 林兆霞、鄺韻儀、邵佩珊、樊慧賢、藍真珍         | 黑犬劇團製作     |
| 2011年 | 法吻(聖誕再演)           |      | 張錦程、關信培、陳曙曦、莊梅岩                 | 天邊外劇場製作   |
| 2011年 | 滋．情．識．取           |      | 黃愛瑤、莊思敏、白健恩、吳彤、陳炳銓           | 不小心創作社製作 |
| 2012年 | 彩色青春A-Go-Go          | 寶珠 | 焦媛、趙永洪、白健恩、陳健豪                   | 春天實驗劇團製作 |
| 2013年 | 神勇女殺手決戰霹靂黑玫瑰 |      | 黃澤鋒、黃嘉威、陳健豪                         | 春天實驗劇團製作 |
| 2014年 | 神勇女殺手決戰霹靂黑玫瑰 |      | 黃嘉威、陳健豪、黃澤鋒、施明、余慕蓮、魯芬     | 春天實驗劇團製作 |
| 2014年 | 女上男下                 | 馬太 | 李潤祺、陳健豪、紀舒、黃永康、李趣慧、黃釗鑫   | 焦媛實驗劇團製作 |
| 2015年 | 百媚千嬌                 |      | 王曦玟、陳雋騫、曾仲軒、方惠盈、李婉嫻、何德盈 | 春天實驗劇團製作 |

## 音樂作品

### 雜錦唱片
| 發行日期     | 專輯名稱                         | 唱片公司             | 收錄曲目                                                                   |
| 1999年3月    | 愛在今天EP                       | 誠信娛樂發展有限公司 | 收錄曲目 4.悸動 6.信一天會到﹣梁小冰、郭可盈、蔡少芬、吳鎮宇、李鄭屋村合唱 |
| 2000年3月    | 少年梁祝千禧大全集               | 環星音樂國際有限公司 | 收錄曲目 02.快樂人兒                                                       |
| 2002年3月8日 | 勢在亞洲．超人氣電視劇主題曲巡禮 | 環星音樂國際有限公司 | 收錄曲目 C14.百變顯神通                                                    |

### 未收錄單曲
| 單曲     | 作曲 | 填詞 | 編曲 | 備註       |
| 為你禱告 |      |      |      | 基督教歌曲 |
| 除你以外 |      |      |      | 基督教歌曲 |

### 電視劇歌曲
| 年份   | 歌曲名稱   | 電視劇         | 性質   | 備註 | 收錄專輯                         |
| 2000年 | 快樂人兒   | 新梁山伯祝英台 | 主題曲 | 台劇 | 少年梁祝千禧大全集               |
| 2002年 | 百變顯神通 | 女俠丁叮噹     | 主題曲 |      | 勢在亞洲．超人氣電視劇主題曲巡禮 |

### 歌曲MV出演
| 年份   | 歌曲名稱 | 歌手   |
| 1994年 | 寂寞夜晚 | 李克勤 |
| 1995年 | 我寂寞   | 陳慧嫻 |
| 1996年 | 男人最痛 | 許志安 |

## 獎項／榮銜

### 曾獲獎項／榮銜
| 日期   | 商業或機構名稱 | 活動                 | 獎項／榮銜                         |
| 1990年 | 無綫電視       | 1990年度香港小姐競選 | 季軍                               |
| 1993年 | 台灣民生報     | ﹣                   | 十大紅星之一                       |
| 1993年 | ﹣             | 台灣港劇十大巨星選舉 | 最佳新人第一名                     |
| 2000年 | 台灣民生報     | ﹣                   | 跨世紀紅星：第二名                 |
| 2000年 | 台灣星報       | ﹣                   | 最古色古典古香美人                 |
| 2005年 | 中國傳媒       | ﹣                   | 擁有「優雅古典浪漫氣質」的香港小姐 |
| 2011年 | ﹣             | 第三屆香港小劇場獎   | 優秀女演員獎（女活祭）             |
| 2015年 | HKTVFansClub   | HKTVFansClub投票活動 | 最佳女主角（導火新聞線）：汪海藍   |